# Todo en una noche
Todo en una noche en (titulada originalmente en inglés: All in a Night's Work) es una película estadounidense de 1961 protagonizada por Dean Martin y Shirley MacLaine. El guion de esta comedia romántica se basa en la obra teatral homónima de Owen Elford.

## Argumento
El heredero de una gran empresa publicitaria no puede evitar enamorarse de la mujer que cree asesinó al benefactor que le legó la herencia. Ella tenía interés económico pues en el testamento también le dejaba una gran suma de dinero.

## Otros créditos
- Fecha de estreno: enero de 1961
- Productora: Hal Wallis Productions
- Distribuidora: Paramount Pictures
- Color: Technicolor
- Sonido: Estéreo
- Sonido: Charles Grenzbach, Gene Merritt
- Productor asociado: Paul Nathan
- Asistente de dirección: Daniel McCauley
- Montaje: Howard A. Smith
- Dirección artística: Hal Pereira y Walter H. Tyler
- Decorados: Sam Comer y Arthur Krams
- Diseño de vestuario: Edith Head
- Maquillaje: Wally Westmore
- Peluquería: Nellie Manley